# Estadio Nacional Julio Martínez Prádanos
El Estadio Nacional Julio Martínez Prádanos (o simplemente Estadio Nacional) es el principal recinto deportivo de Chile, ubicado en el Parque deportivo Estadio Nacional, un complejo deportivo multidisciplinario con una extensión de cerca de 64 hectáreas, en la comuna de Ñuñoa en la ciudad de Santiago. El recinto posee una capacidad oficial máxima de 46 190 espectadores sentados, capacidad determinada por Estadio Seguro.
Inaugurado en 1938, ha sido desde 1939 la sede local de la selección chilena de fútbol. En 1948 fue realizado, por Colo Colo y Luis Valenzuela, el Campeonato Sudamericano de Campeones, que inspiró la fundación de la Liga de Campeones de la UEFA en 1955 y de la Copa Libertadores de América en 1960. Albergó diversos partidos de la Copa Mundial de Fútbol de 1962 y de la Copa Mundial de Fútbol Sub-20 de 1987, incluyendo sus finales.
Es el estadio en el que más partidos han sido jugados de la Copa América con 74; el segundo que ha recibido más finales de la Copa Libertadores, once, y donde más veces ha sido entregado su trofeo, ocho; así como —junto con La Bombonera de Argentina— en el que más veces ha sido otorgada la Copa Sudamericana, dos, lo que lo convierte en un «estadio histórico del fútbol sudamericano».
Además del fútbol, el Estadio Nacional ha sido sede de diversos eventos en otras disciplinas deportivas. Fue sede de los III y X Juegos Suramericanos (en 1986 y 2014, respectivamente), así como del VIII Campeonato Mundial de Atletismo Sub-20 en 2000. En 2023, fue la sede principal de los Juegos Panamericanos y Parapanamericanos organizados en Santiago.
El Estadio Nacional ha sido, desde su creación, un espacio relevante en la historia del país y de la ciudad de Santiago. Fue usado como centro de detención y tortura durante la dictadura militar en Chile en 1973 y ha acogido diversos eventos musicales, cívicos y religiosos, destacando el encuentro con jóvenes que el papa Juan Pablo II realizó en 1987. En 2003 el Consejo de Monumentos Nacionales lo declaró como Monumento Histórico.
En 2008, como homenaje póstumo a causa de su fallecimiento, el estadio recibió el nombre de Julio Martínez Prádanos, destacado periodista deportivo local.

## Historia

### Inicios
Fue construido justo al sur de donde se ubicaba el Campos Sports. En 1918, el filántropo José Domingo Cañas donó su chacra "Lo Cañas" para que se construyeran los Campos de Sport de Ñuñoa, debido a la cultura deportiva que nacía en Chile. Más tarde, la chacra Lo Valdivieso, entonces propiedad de la Caja del Seguro Obrero (anteriormente de Guillermo Edwards Matte), fue transferida al Fisco, donde se construyó finalmente el estadio.
El llamado «Coloso de Ñuñoa» fue inaugurado el 3 de diciembre de 1938 con entrada liberada. Como evento de inauguración, se realizó una revista de gimnasia y un desfile de federaciones y clubes deportivos.
Al día siguiente, domingo 4 de diciembre, se jugó el primer partido de fútbol, un amistoso entre el club chileno Colo-Colo y el club brasileño São Cristóvão con triunfo del equipo chileno por una espectacular goleada de 6:3.

Siendo presidente de la República Arturo Alessandri, este «elefante blanco», como alguna vez lo llamó Alessandri, fue ideado y planificado por el arquitecto y urbanista austriaco Karl Brunner como un gran centro deportivo y de esparcimiento para la capital, en el marco del primer «Plan Intercomunal Metropolitano para Santiago». En tanto, su diseño arquitectónico fue obra de los arquitectos Aníbal Fuentealba, Alberto Cormatches y Ricardo Muller, y su construcción se realizó entre 1937 y 1938.

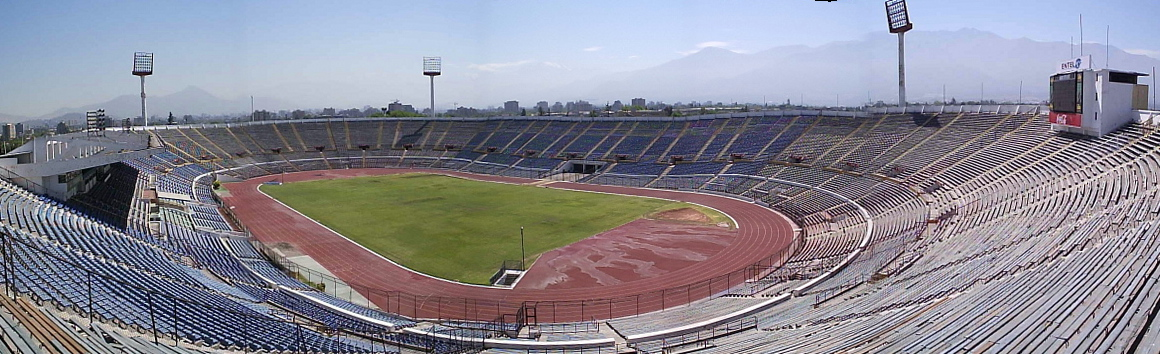
Estadio Nacional antes de la remodelación.

### Copa Mundial de Fútbol de 1962

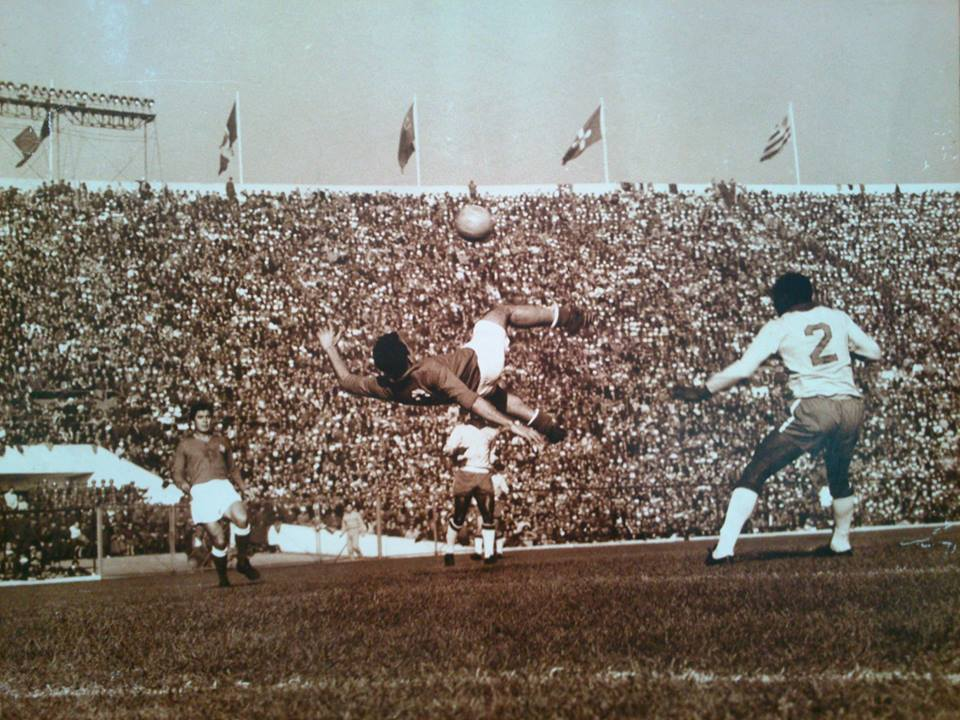
Honorino Landa haciendo una "chilena" en la semifinal contra Brasil en la Copa Mundial de Fútbol de 1962.

A comienzos de los años 1960, bajo el gobierno de Jorge Alessandri (hijo de Arturo Alessandri), comenzó la remodelación y ampliación del estadio para albergar la Copa Mundial de Fútbol de 1962, séptima versión del evento, que se llevaría a cabo en el país. El principal cambio que sufrió el recinto fue que el velódromo que circunvalaba la cancha fue sustituido por galerías, aumentando con ello su capacidad original, superando entonces las 95 000 personas.
El estadio sirvió de sede para el Grupo B, compuesto por Chile, Alemania Federal, Italia y Suiza. Además, se jugaron los partidos de cuartos de final, en que el seleccionado de Yugoslavia, eliminó a la poderosa Alemania Federal, al vencerlo por la cuenta mínima, el partido de semifinales en que Brasil eliminó a Chile por 4:2, la definición de los puestos tercero y cuarto, obtenida por Chile frente a Yugoslavia con un gol en el último minuto de Eladio Rojas y la final en que Brasil se coronó campeón del mundo por segunda vez en la historia.

### El estadio como centro de tortura

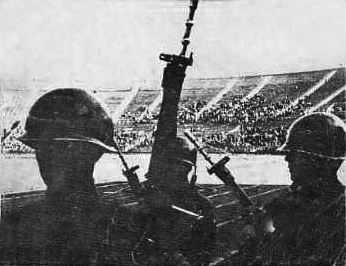
Militares chilenos vigilando prisioneros en el Estadio Nacional, 1973.

En 1973, luego del Golpe de Estado de 1973 del 11 de septiembre que derrocó al Presidente de Chile Salvador Allende, se utilizaron sus dependencias como centro de detención y tortura de opositores a la dictadura militar, entre el 12 de septiembre y 9 de noviembre. En el recinto pasaron en calidad de detenidos más de cuarenta mil personas. En un solo día la Cruz Roja estimó en siete mil personas los prisioneros, de los cuales unos 300 eran extranjeros.
De acuerdo a testimonios de sobrevivientes recogidos por esta institución humanitaria, en el estadio se cometieron torturas y amagos de fusilamientos contra los detenidos. Además, personas encapuchadas se paseaban entre los prisioneros delatando a los militantes de partidos de izquierdas que eran perseguidos por la dictadura. Algunos de ellos fueron fusilados en el mismo recinto y otros llevados a lugares desconocidos y ejecutados. El ejecutado más famoso del Estadio Nacional fue el estadounidense Charles Horman. Se hicieron libros y al menos dos películas con su historia. La vida y el trabajo del periodista inspiraron el exitoso libro The Execution of Charles Horman (Desaparecido, en la versión castellana), publicado por Thomas Hauser en 1978, y la película Missing (Desaparecido), de Costa Gavras. Ambas obras también desnudan el encubrimiento y manipulación de militares y funcionarios de la embajada de EE. UU. involucrados en su arresto y asesinato y en la desaparición de otro estadounidense, Frank Teruggi, según testimonios de amigos y parientes. El Congreso de los Estados Unidos y sus numerosos amigos aportaron otros antecedentes sobre su corta pero brillante carrera.

### Espacio histórico

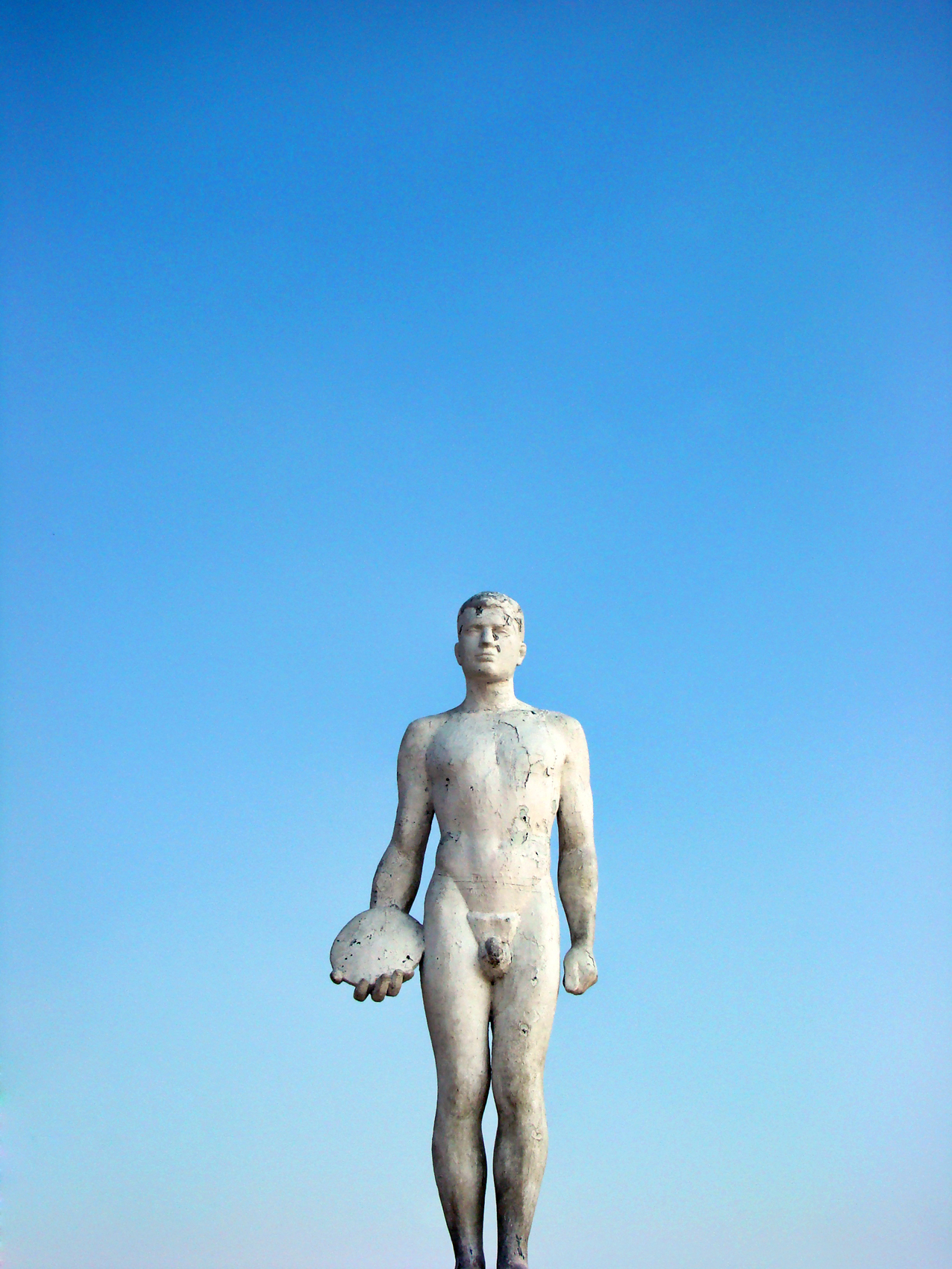
Discóbolo del Estadio Nacional.

El Estadio Nacional y algunos elementos dentro del área que delimita el Monumento, entre los que se encuentra la estatua del Discóbolo (popularmente conocida como «El pilucho») fueron declarados como Monumento Histórico en 2003.
El 4 de enero de 2008, el Gobierno de Chile anunció la intención de rebautizar el Estadio Nacional con el nombre del periodista deportivo Julio Martínez, fallecido dos días antes.El 5 de julio de 2008, se publicó en el Diario Oficial de Chile la ley 20264, que modificó la denominación del "Estadio Nacional" por "Estadio Nacional Julio Martínez Prádanos", proyecto de ley que se inició por mensaje presidencial y moción de los diputados Gastón Von Mühlenbrock, Manuel Rojas, René Alinco, Ramón Barros, Tucapel Jiménez, Juan Lobos, Iván Norambuena, Alejandra Sepúlveda, Marisol Turres y Ximena Valcarce.
En 2010, se inauguró un conjunto de memoriales en el Estadio Nacional, recordando su uso como centro de detención y tortura. Dentro de ellos destacó la reapertura de la Escotilla n.º 8 y el establecimiento de un sector de gradas en la galería norte del estadio que mantuvo la fisonomía original del estadio y al que se le agregó la frase «Un pueblo sin memoria es un pueblo sin futuro», manteniéndose sin uso de espectadores desde entonces.

### Remodelación

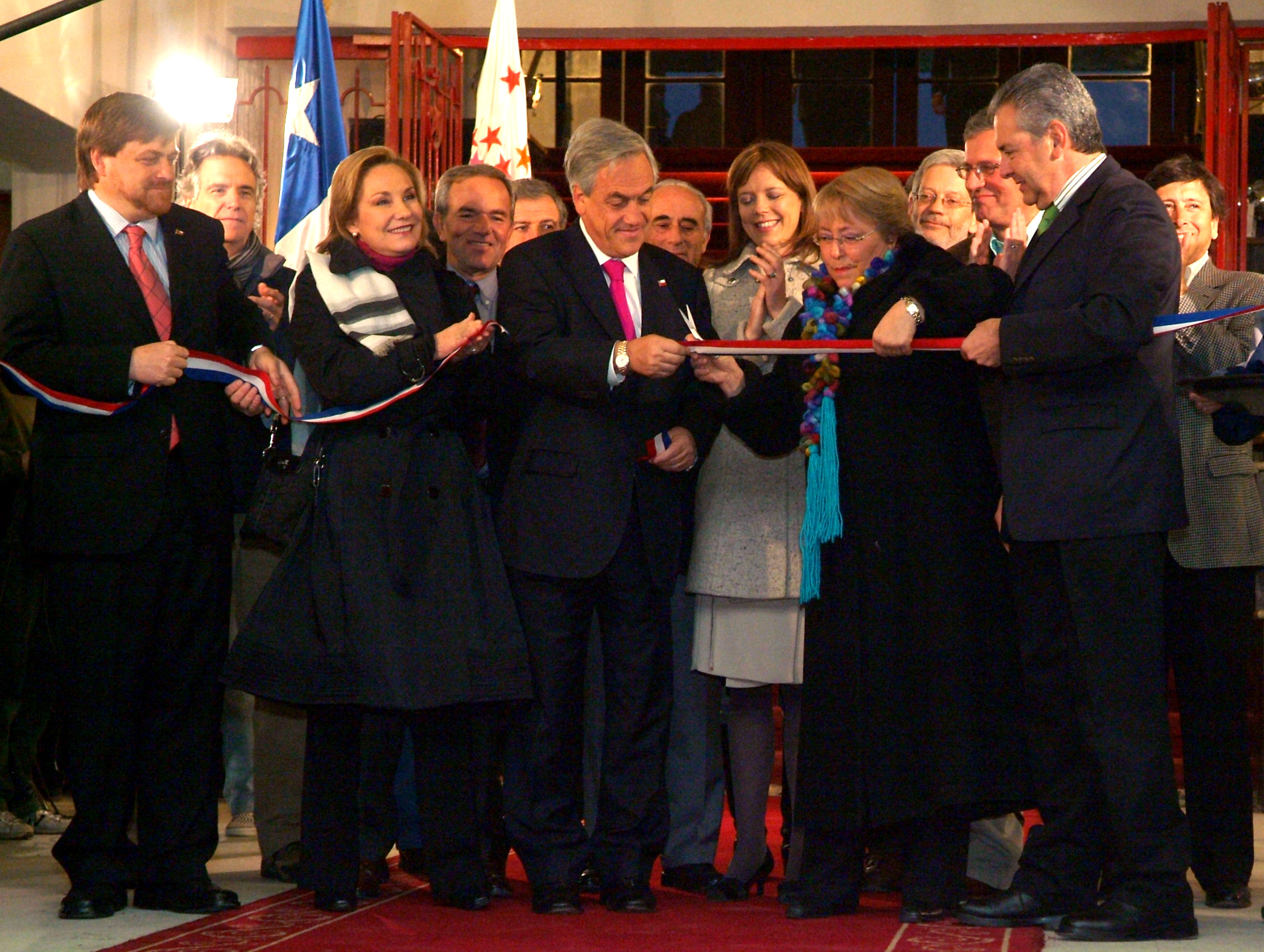
Reinauguración del recinto por parte del presidente Sebastián Piñera y junto a la expresidenta Michelle Bachelet.

El 15 de junio de 2009, la presidenta Michelle Bachelet anunció un plan de inversión para el Estadio Nacional Julio Martínez inserto en la Red de Estadios Bicentenario, cuyas obras de mejoramiento estarían culminadas en marzo de 2010. El reducto de Ñuñoa recibió una inyección de 20 000 millones de pesos para su total remodelación, quedando con una capacidad de 49 000 personas y sin rejas, ya que se construyó un profundo foso de casi 2,30 m de profundidad para prevenir invasiones a la cancha. La remodelación incluyó nuevas salas de prensa, marcadores y pantallas electrónicas.
La segunda etapa de la remodelación contemplaba el techado y un nuevo sistema de iluminación, basándose en la remodelación efectuada al Estadio Olímpico de Berlín, recinto que había servido de inspiración en su construcción. Esta etapa, sin embargo, debió ser pospuesta a causa de las nuevas prioridades que surgieron tras el terremoto del 27 de febrero de 2010.
El sismo, además de otros inconvenientes en la remodelación, pospusieron la inauguración originalmente planeada para marzo de 2010. De forma excepcional, el estadio fue abierto para la disputa de la semifinal de la Copa Libertadores 2010 entre Universidad de Chile y Chivas de Guadalajara, el 5 de agosto de 2010. Finalmente el estadio se reinauguró el 12 de septiembre de 2010, con la presencia del presidente Sebastián Piñera y de la expresidenta Michelle Bachelet.

### Parque Deportivo y Juegos Panamericanos

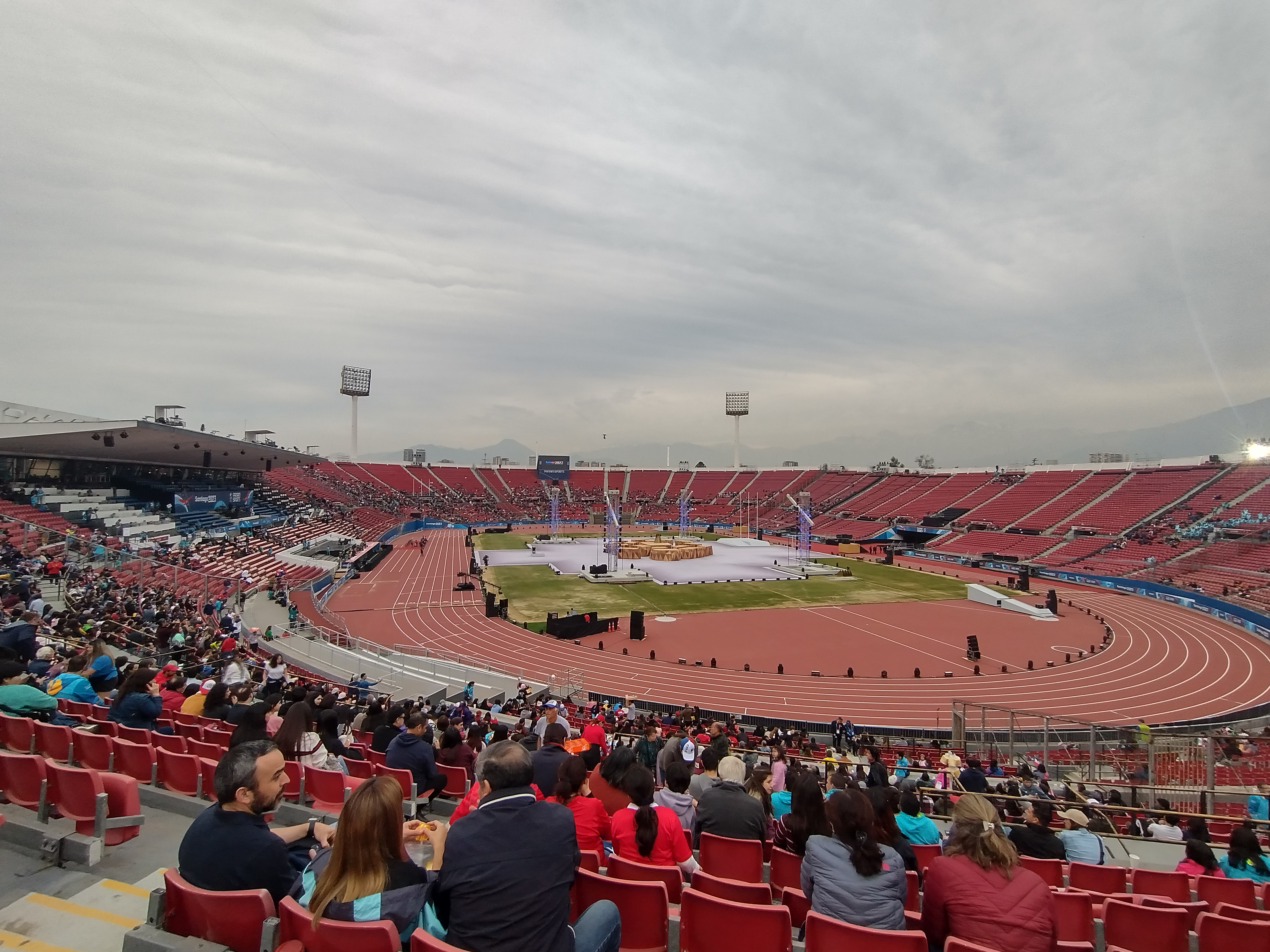
Inauguración de los Juegos Panamericanos de 2023.

En agosto de 2011, el gobierno de Sebastián Piñera anunció la construcción de un «Parque de la Ciudadanía» en las inmediaciones del Estadio Nacional, con un costo estimado es de 30 000 millones de pesos. La construcción de este parque permitiría convertir el complejo deportivo en uno de los parques más grandes de la ciudad.
La designación de Santiago como sede de los Juegos Panamericanos de 2023 llevaron a una reformulación del proyecto, que permitió la construcción de nuevos recintos deportivos que albergarían los distintos deportes. Este conjunto de recintos dio origen al Parque Deportivo Estadio Nacional, quedando el recinto histórico como pieza central de este espacio. Tanto la construcción del parque y sus sedes, como la renovación del estadio en sí mismo, llevaron al cierre de la mayoría de las actividades a partir del año 2021. Durante 2022, se reabrió el estadio excepcionalmente para algunos partidos de fútbol, eventos musicales, el plebiscito constitucional de Chile y la Teletón, volviendo a cerrar en enero de 2023 para la finalización del proceso de remodelación.
El 20 de octubre de 2023, el Estadio Nacional fue sede de la ceremonia de inauguración de los Juegos Panamericanos de 2023, finalmente siendo sede del principal evento deportivo del continente, luego de que en dos ocasiones anteriores (1975 y 1987) Santiago debió renunciar a sus derechos de anfitrión. El Estadio fue sede de los eventos de atletismo, aunque un gran número de otros eventos se disputaron en los recintos aledaños del Parque Deportivo. El 17 de noviembre siguiente, en tanto, el Estadio recibió la inauguración de los Juegos Parapanamericanos.

## Capacidad

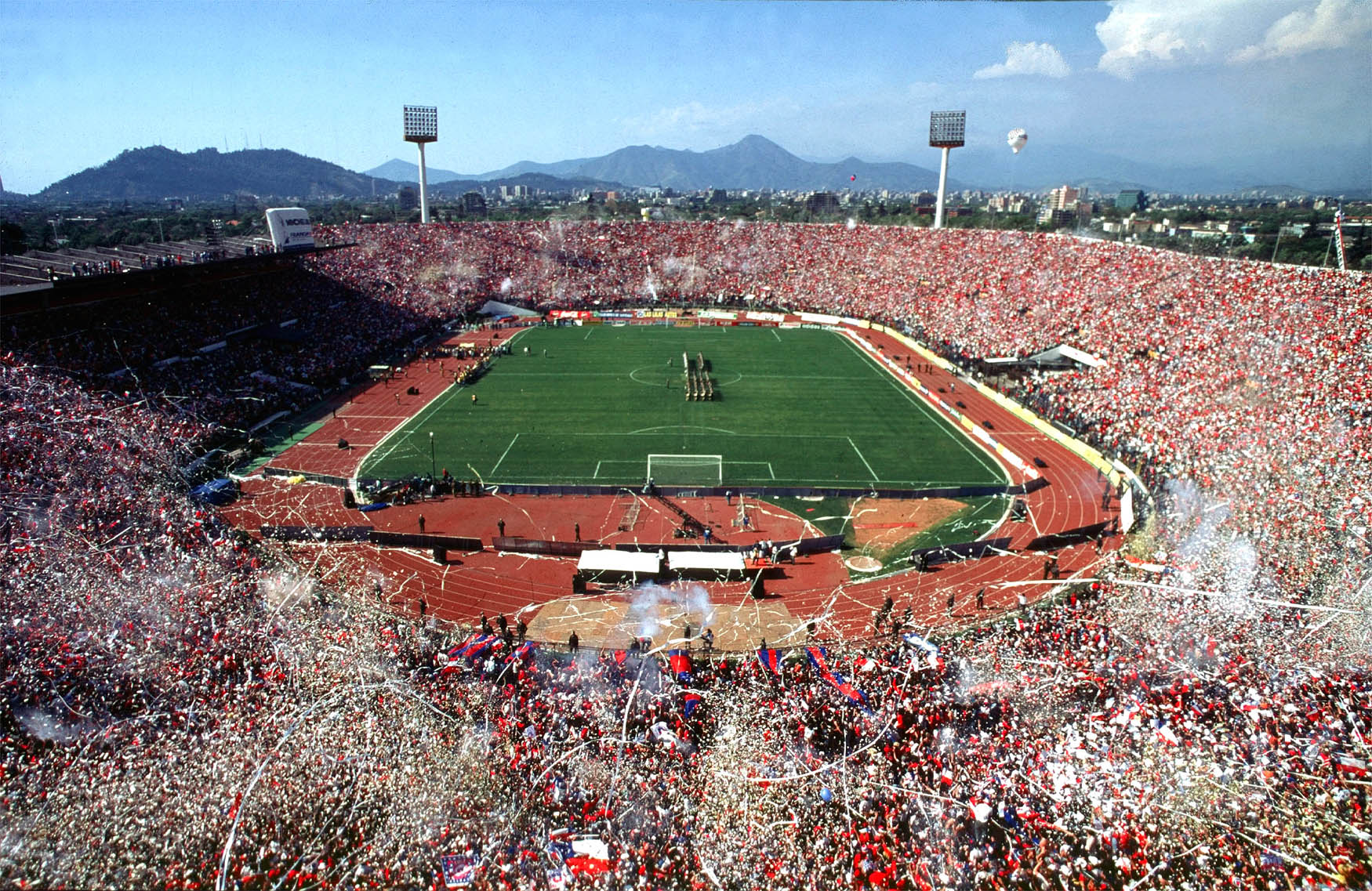
Estadio Nacional (aspecto antiguo) en un partido de la selección de fútbol de Chile. Frente a Bolivia en las Clasificatorias a la Copa Mundial de Fútbol de 1998.

Fue construido con una capacidad original de 70 000 espectadores en 1937, cuando fue llamado «elefante blanco» porque se pensó que nunca podría llenarse.
Para la Copa Mundial de Fútbol de 1962, su aforo fue ampliado a 75 500 personas sentadas —pudiendo llegar a albergar a más de 80 000 espectadores— al eliminar la pista de ciclismo que fue trasladada a otro lugar. Con el correr de los años, el aforo fue reducido con el propósito de mantener las vías de escapes despejadas y prevenir accidentes. Para el Mundial de Atletismo Juvenil de 2000, se exigió la instalación de asientos individuales, lo que redujo su máxima capacidad a 65 000 espectadores. Otro evento multitudinario fue la visita del papa Juan Pablo II en abril de 1987, la concurrencia no pudo contabilizarse con exactitud puesto que la asistencia era gratuita.
Con la remodelación ejecutada entre 2009 y 2010, entre otras obras realizadas, se instalaron butacas individuales en todos los sectores del estadio. El 12 de septiembre de 2010, el presidente Sebastián Piñera anunció que debido a la organización de los Juegos Suramericanos 2014 y la Copa América 2015, la capacidad del estadio había sido reducida a 49 000 espectadores. Entonces se evaluó la opción de construir un recinto alternativo en la capital, el denominado Estadio Chile, que tendría una capacidad para 68 000 espectadores. Las opciones para ubicarlo estarían en el Parque O'Higgins o en el ex-Aeródromo Los Cerrillos. Sin embargo, este proyecto no se ha concretado.

Imagen panorámica del Estadio Nacional tras su remodelación.

## Eventos deportivos
Durante la década de 1980 sirvió de sede para los partidos de local de los clubes Colo-Colo y Universidad Católica, hasta que contaron con sus respectivos estadios: Estadio Monumental, reinaugurado definitivamente en 1989, y el San Carlos de Apoquindo, inaugurado en 1988. Desde entonces, la Universidad de Chile es uno de los clubes que ejerce el arriendo de este estadio. Del mismo modo, es periódicamente utilizado por clubes de baja convocatoria, como por ejemplo Palestino y Santiago Morning, para sus duelos con los equipos grandes, básicamente por un tema económico. También ha sido sede de la Supercopa de Chile.

### Copa Mundial de Fútbol de 1962
En la Copa Mundial de Fútbol de 1962, Chile fue el país sede del encuentro. En el Estadio Nacional se realizaron los principales enfrentamientos, como la recordada Batalla de Santiago. Los partidos disputados en el Estadio Nacional fueron:
Primera fase
| 30 de mayo de 1962 | Chile                          | 3:1 (1:1) | Suiza        |                                                                        |                                                                        |
|                    | Sánchez 44', 51' · Ramírez 55' |           | 6' Wuethrich | Asistencia: 65 006 espectadores Árbitro(s): Kenneth Aston (Inglaterra) | Asistencia: 65 006 espectadores Árbitro(s): Kenneth Aston (Inglaterra) |

| 31 de mayo de 1962 | Alemania Federal | 0:0 (0:0) | Italia |                                                                       |  |
|                    |                  |           |        | Asistencia: 65 440 espectadores Árbitro(s): Robert Davidson (Escocia) |  |

| 2 de junio de 1962                 | Chile                  | 2:0 (0:0) | Italia |                                                                        |                                                                        |
|                                    | Ramírez 73' · Toro 87' |           |        | Asistencia: 66 057 espectadores Árbitro(s): Kenneth Aston (Inglaterra) | Asistencia: 66 057 espectadores Árbitro(s): Kenneth Aston (Inglaterra) |
| Véase también: Batalla de Santiago |                        |           |        |                                                                        |                                                                        |

| 3 de junio de 1962 | Alemania Federal         | 2:1 (1:0) | Suiza         |                                                                     |                                                                     |
|                    | Bruells 45' · Seeler 59' |           | 73' Schneiter | Asistencia: 64 922 espectadores Árbitro(s): Leo Horn (Países Bajos) | Asistencia: 64 922 espectadores Árbitro(s): Leo Horn (Países Bajos) |

| 6 de junio de 1962 | Alemania Federal                  | 2:0 (1:0) | Chile |                                                                       |                                                                       |
|                    | Szymaniak 21' (pen.) · Seeler 82' |           |       | Asistencia: 67 224 espectadores Árbitro(s): Robert Davidson (Escocia) | Asistencia: 67 224 espectadores Árbitro(s): Robert Davidson (Escocia) |

| 7 de junio de 1962 | Italia                        | 3:0 (1:0) | Suiza |                                                                                 |                                                                                 |
|                    | Mora 1' · Bulgarelli 65', 67' |           |       | Asistencia: 59 828 espectadores Árbitro(s): Nickolaj Latychev (Unión Soviética) | Asistencia: 59 828 espectadores Árbitro(s): Nickolaj Latychev (Unión Soviética) |

Cuartos de final
| 10 de junio de 1962 | Checoslovaquia | 1:0 (1:0) | Hungría |                                                                                 |                                                                                 |
|                     | Scherer 13'    |           |         | Asistencia: 63 324 espectadores Árbitro(s): Nickolaj Latychev (Unión Soviética) | Asistencia: 63 324 espectadores Árbitro(s): Nickolaj Latychev (Unión Soviética) |

Semifinal
| 13 de junio de 1962 | Chile                         | 2:4 (1:2) | Brasil                            |                                                                    |                                                                    |
|                     | Toro 42' · Sánchez 61' (pen.) |           | 9', 32' Garrincha · 47', 78' Vavá | Asistencia: 76 594 espectadores Árbitro(s): Arturo Yamasaki (Perú) | Asistencia: 76 594 espectadores Árbitro(s): Arturo Yamasaki (Perú) |

Definición por el tercer lugar
| 16 de junio de 1962 | Chile     | 1:0 (0:0) | Yugoslavia |                                                                       |                                                                       |
|                     | Rojas 90' |           |            | Asistencia: 66 697 espectadores Árbitro(s): Juan Gardeazabal (España) | Asistencia: 66 697 espectadores Árbitro(s): Juan Gardeazabal (España) |

Final
| 17 de junio de 1962 | Brasil                             | 3:1 (1:1) | Checoslovaquia |                                                                                 |                                                                                 |
|                     | Amarildo 17' · Zito 69' · Vavá 78' |           | 15' Masopust   | Asistencia: 68 679 espectadores Árbitro(s): Nickolaj Latychev (Unión Soviética) | Asistencia: 68 679 espectadores Árbitro(s): Nickolaj Latychev (Unión Soviética) |

### Clasificatorias a la Copa Mundial de Fútbol
Desde 1939 es la casa oficial de la Selección de fútbol de Chile donde juega una gran cantidad de partidos amistosos y es la casa principal de las Clasificatorias Sudamericanas a la Copa del Mundo cuando se empiezan a disputar desde el proceso rumbo a Suiza 1954.
Clasificatorias Mundial de Fútbol Suiza 1954
| Grupo 11, 21 de febrero de 1954 | Chile       | 1:3 (1:1) | Paraguay                     | Nacional, Santiago, Chile |                        |
|                                 | Robledo 16' |           | Lugo 17' 63' · J. Parodi 84' | Árbitro(s): Vincentini    | Árbitro(s): Vincentini |

| Grupo 11, 28 de febrero de 1954 | Chile | 0:2 | Brasil           | Nacional, Santiago, Chile |                        |
|                                 |       |     | Baltazar 38' 63' | Árbitro(s): Vincentini    | Árbitro(s): Vincentini |

Clasificatorias Mundial de Fútbol Suecia 1958
| Grupo 2, 22 de septiembre de 1957 | Chile                  | 2:1 (0:1) | Bolivia   | Estadio Nacional, Santiago   |                              |
|                                   | Díaz 62' · Ramírez 68' |           | Alcón 36' | Árbitro(s): Wyssling (Suiza) | Árbitro(s): Wyssling (Suiza) |

| Grupo 2, 22 de octubre de 1957 | Chile | 0:2 | Argentina                | Estadio Nacional, Santiago   |                              |
|                                |       |     | Menéndez 40' · Conde 61' | Árbitro(s): Wyssling (Suiza) | Árbitro(s): Wyssling (Suiza) |

Clasificatorias Mundial de Fútbol Inglaterra 1966
| Grupo 2, 1 de agosto de 1965 | Chile                                                                               | 7:2 (4:1) | Colombia         | Estadio Nacional, Santiago     |                                |
|                              | Sánchez 11' · Méndez 15', 70' · Fouilloux 25', 65' · Carlos Campos 42' · Prieto 58' |           | Segrera 40', 70' | Árbitro(s): Pedraza (Paraguay) | Árbitro(s): Pedraza (Paraguay) |

| Grupo 2, 22 de agosto de 1965 | Chile                                           | 3:1 (1:1) | Ecuador     | Estadio Nacional, Santiago    |                               |
|                               | Sánchez 10' (pen.) · Marcos 62' · Fouilloux 74' |           | Spencer 36' | Árbitro(s): Codesal (Uruguay) | Árbitro(s): Codesal (Uruguay) |

Clasificatorias Mundial de Fútbol México 1970
| Grupo 3, 13 de julio de 1969 | Chile | 0:0 | Uruguay | Estadio Nacional, Santiago        |  |
|                              |       |     |         | Árbitro(s): Bossolino (Argentina) |  |

| Grupo 3, 27 de julio de 1969 | Chile                                                    | 4:1 | Ecuador   | Estadio Nacional, Santiago     |                                |
|                              | Olivares 55' · Valdés 62', 86' · Tobar 79' (o.w.) (a.g.) |     | Lasso 89' | Árbitro(s): Ramírez (Colombia) | Árbitro(s): Ramírez (Colombia) |

Clasificatorias Mundial de Fútbol Alemania Federal 1974
| Grupo 3, 13 de mayo de 1973 | Chile                      | 2:0 (0:0) | Perú | Estadio Nacional, Santiago                                                      |                                                                                 |
|                             | Crisosto 68' · Ahumada 71' |           |      | Asistencia: 57 993 espectadores Árbitro(s): Ramón Ivanoe Barreto Ruiz (Uruguay) | Asistencia: 57 993 espectadores Árbitro(s): Ramón Ivanoe Barreto Ruiz (Uruguay) |

| Repechaje Intercontinental - Vuelta, 21 de noviembre de 1973 | Chile | 2:0 por W.O. | Unión Soviética | Estadio Nacional, Santiago      |  |
|                                                              |       |              |                 | Asistencia: 17 148 espectadores |  |

Clasificatorias Mundial de Fútbol Argentina 1978
| Grupo 3, 6 de marzo de 1977 | Chile       | 1:1 (1:0) | Perú        | Estadio Nacional, Santiago                                    |                                                               |
|                             | Ahumada 42' | Reporte   | Muñante 70' | Asistencia: 67.983 espectadores Árbitro(s): José Faville Neto | Asistencia: 67.983 espectadores Árbitro(s): José Faville Neto |

| Grupo 3, 20 de marzo de 1977 | Chile                      | 3:0 (2:0) | Ecuador | Estadio Nacional, Santiago                                    |                                                               |
|                              | Figueroa 29', 55' · Castro |           |         | Asistencia: 15.571 espectadores Árbitro(s): Vicente Llobregat | Asistencia: 15.571 espectadores Árbitro(s): Vicente Llobregat |

Clasificatorias Mundial de Fútbol España 1982
| Grupo 3, 14 de junio de 1981 | Chile                   | 2:0 (1:0) | Ecuador | Estadio Nacional, Santiago                                       |                                                                  |
|                              | Rivas 10' · Caszely 85' | Reporte   |         | Asistencia: 79.290 espectadores Árbitro(s): Gilberto Aristizábal | Asistencia: 79.290 espectadores Árbitro(s): Gilberto Aristizábal |
| Chile clasificó al Mundial.  |                         |           |         |                                                                  |                                                                  |

| Grupo 3, 21 de junio de 1981 | Chile                               | 3:0 (3:0) | Paraguay | Estadio Nacional, Santiago                              |                                                         |
|                              | Caszely 11' · Yáñez 12' · Neira 28' | Reporte   |          | Asistencia: 75.075 espectadores Árbitro(s): Arppi Filho | Asistencia: 75.075 espectadores Árbitro(s): Arppi Filho |

Clasificatorias Mundial de Fútbol México 1986
| Grupo 2, 17 de marzo de 1985 | Chile                                                        | 6:2 (4:2) | Ecuador                              | Estadio Nacional, Santiago                                 |                                                            |
|                              | Puebla 21' · Caszely 30', 40' · Hisis 35' · Aravena 51', 89' | Reporte   | Gómez 23' (a.g.) · Jaime Baldeón 38' | Asistencia: 60.892 espectadores Árbitro(s): Orazio Di Rosa | Asistencia: 60.892 espectadores Árbitro(s): Orazio Di Rosa |

| Grupo 2, 24 de marzo de 1985 | Chile                   | 2:0 (1:0) | Uruguay | Estadio Nacional, Santiago                             |                                                        |
|                              | Rubio 28' · Aravena 54' | Reporte   |         | Asistencia: 79.911 espectadores Árbitro(s): Jesús Díaz | Asistencia: 79.911 espectadores Árbitro(s): Jesús Díaz |

| Repechaje primera fase - Ida, 27 de octubre de 1985 | Chile                                         | 4:2 (3:1) | Perú             | Estadio Nacional, Santiago                                     |                                                                |
|                                                     | Aravena 6', 65' (pen.) · Rubio 8' · Hisis 59' | Reporte   | Navarro 45', 76' | Asistencia: 40.340 espectadores Árbitro(s): José Luis Martínez | Asistencia: 40.340 espectadores Árbitro(s): José Luis Martínez |

| Repechaje segunda fase - Vuelta,17 de noviembre de 1985 | Chile                 | 2:2 (1:2) (Global 2:5) | Paraguay                             | Estadio Nacional, Santiago                                  |                                                             |
|                                                         | Rubio 13' · Muñoz 80' |                        | Vladimiro Schettina 22' · Romero 39' | Asistencia: 71.612 espectadores Árbitro(s): Juan Cardellino | Asistencia: 71.612 espectadores Árbitro(s): Juan Cardellino |
| Paraguay clasificó al Mundial.                          |                       |                        |                                      |                                                             |                                                             |

Clasificatorias Mundial de Fútbol Italia 1990
| Grupo 3 - Primera rueda, 13 de agosto de 1989 | Chile     | 1:1 (0:0) | Brasil              | Estadio Nacional, Santiago                                     |                                                                |
|                                               | Basay 83' |           | González 56' (a.g.) | Asistencia: 60.976 espectadores Árbitro(s): Jesús Díaz Palacio | Asistencia: 60.976 espectadores Árbitro(s): Jesús Díaz Palacio |

Clasificatorias Mundial de Fútbol Francia 1998
| Fecha 2, 6 de julio de 1996 | Chile                                     | 4:1 (1:0) | Ecuador      | Estadio Nacional, Santiago                             |                                                        |
|                             | Zamorano 25', 86' · Salas 75' · Estay 83' | Reporte   | Aguinaga 73' | Asistencia: 69 000 espectadores Árbitro(s): Pablo Peña | Asistencia: 69 000 espectadores Árbitro(s): Pablo Peña |

| Fecha 6, 12 de noviembre de 1996 | Chile     | 1:0 (0:0) | Uruguay | Estadio Nacional, Santiago                                |                                                           |
|                                  | Salas 60' | Reporte   |         | Asistencia: 73 547 espectadores Árbitro(s): Ángel Guevara | Asistencia: 73 547 espectadores Árbitro(s): Ángel Guevara |

| Fecha 13, 5 de julio de 1997 | Chile                                     | 4:1 (3:0) | Colombia   | Estadio Nacional, Santiago                                  |                                                             |
|                              | Salas 16', 26', 41' · Zamorano 90' (pen.) | Reporte   | Ricard 52' | Asistencia: 75 617 espectadores Árbitro(s): Paolo Borgosano | Asistencia: 75 617 espectadores Árbitro(s): Paolo Borgosano |

| Fecha 14, 20 de julio de 1997 | Chile                   | 2:1 (1:0) | Paraguay     | Estadio Nacional, Santiago                                   |                                                              |
|                               | Zamorano 9' (pen.), 51' | Reporte   | Brizuela 61' | Asistencia: 75 143 espectadores Árbitro(s): Rafael Torrealba | Asistencia: 75 143 espectadores Árbitro(s): Rafael Torrealba |

| Fecha 16, 10 de septiembre de 1997 | Chile     | 1:2 (1:1) | Argentina                | Estadio Nacional, Santiago                                 |                                                            |
|                                    | Salas 34' | Reporte   | Gallardo 25' · López 86' | Asistencia: 73 664 espectadores Árbitro(s): Dacildo Mourão | Asistencia: 73 664 espectadores Árbitro(s): Dacildo Mourão |

| Fecha 17, 12 de octubre de 1997 | Chile                           | 4:0 (1:0) | Perú | Estadio Nacional, Santiago                                 |                                                            |
|                                 | Salas 14', 83', 88' · Reyes 59' | Reporte   |      | Asistencia: 74 219 espectadores Árbitro(s): Márcio Rezende | Asistencia: 74 219 espectadores Árbitro(s): Márcio Rezende |

| Fecha 18, 16 de noviembre de 1997 | Chile                                 | 3:0 (2:0) | Bolivia | Estadio Nacional, Santiago                                  |                                                             |
|                                   | Barrera 24' · Salas 31' · Carreño 85' | Reporte   |         | Asistencia: 74 777 espectadores Árbitro(s): Wilson de Souza | Asistencia: 74 777 espectadores Árbitro(s): Wilson de Souza |

Clasificatorias Mundial de Fútbol Corea del Sur/Japón 2002
| Fecha 2, 26 de abril de 2000, 21:00 (UTC-4) | Chile      | 1:1 (1:1) | Perú     | Estadio Nacional, Santiago                                    |                                                               |
|                                             | Margas 42' | Reporte   | Jayo 38' | Asistencia: 44 979 espectadores Árbitro(s): Epifanio González | Asistencia: 44 979 espectadores Árbitro(s): Epifanio González |

| Fecha 4, 29 de junio de 2000, 19:45 (UTC-4) | Chile                                               | 3:1 (2:0) | Paraguay    | Estadio Nacional, Santiago                                 |                                                            |
|                                             | Caniza 19' (a.g.) · Salas 35' · Zamorano 80' (pen.) | Reporte   | Cardozo 71' | Asistencia: 35 200 espectadores Árbitro(s): Claudio Martin | Asistencia: 35 200 espectadores Árbitro(s): Claudio Martin |

| Fecha 7, 15 de agosto de 2000, 21:10 (UTC-3) | Chile                                | 3:0 (2:0) | Brasil | Estadio Nacional, Santiago                                    |                                                               |
|                                              | Estay 25' · Zamorano 43' · Salas 74' | Reporte   |        | Asistencia: 64 671 espectadores Árbitro(s): Epifanio González | Asistencia: 64 671 espectadores Árbitro(s): Epifanio González |

| Fecha 8, 2 de septiembre de 2000, 20:30 (UTC-3) | Chile | 0:1 (0:0) | Colombia     | Estadio Nacional, Santiago                                   |                                                              |
|                                                 |       | Reporte   | Castillo 66' | Asistencia: 60 000 espectadores Árbitro(s): Gustavo Gallesio | Asistencia: 60 000 espectadores Árbitro(s): Gustavo Gallesio |

| Fecha 10, 15 de noviembre de 2000, 21:40 (UTC-4) | Chile | 0:2 (0:1) | Argentina               | Estadio Nacional, Santiago                                  |                                                             |
|                                                  |       | Reporte   | Ortega 27' · Husaín 89' | Asistencia: 56 529 espectadores Árbitro(s): Carlos Amarilla | Asistencia: 56 529 espectadores Árbitro(s): Carlos Amarilla |

| Fecha 12, 24 de abril de 2001, 21:30 (UTC-4) | Chile | 0:1 (0:1) | Uruguay         | Estadio Nacional, Santiago                                   |                                                              |
|                                              |       | Reporte   | Díaz 12' (a.g.) | Asistencia: 45 676 espectadores Árbitro(s): Horacio Elizondo | Asistencia: 45 676 espectadores Árbitro(s): Horacio Elizondo |

| Fecha 14, 14 de agosto de 2001, 21:30 (UTC-4) | Chile                 | 2:2 (1:1) | Bolivia                             | Estadio Nacional, Santiago                                  |                                                             |
|                                               | Salas 35' (pen.), 75' | Reporte   | Baldivieso 19' (pen.) · Coimbra 71' | Asistencia: 34 657 espectadores Árbitro(s): Enrique Cáceres | Asistencia: 34 657 espectadores Árbitro(s): Enrique Cáceres |

| Fecha 15, 4 de septiembre de 2001, 20:00 (UTC-4) | Chile | 0:2 (0:0) | Venezuela             | Estadio Nacional, Santiago                              |                                                         |
|                                                  |       | Reporte   | Páez 56' · Arango 62' | Asistencia: 30 000 espectadores Árbitro(s): René Ortubé | Asistencia: 30 000 espectadores Árbitro(s): René Ortubé |

| Fecha 18, 14 de noviembre de 2001, 20:40 (UTC-4) | Chile | 0:0     | Ecuador | Estadio Nacional, Santiago                                |                                                           |
|                                                  |       | Reporte |         | Asistencia: 19 237 espectadores Árbitro(s): Juan Paniagua | Asistencia: 19 237 espectadores Árbitro(s): Juan Paniagua |

Clasificatorias Mundial de Fútbol Alemania 2006
| Fecha 2, 9 de septiembre de 2003 | Chile                        | 2:1 (1:0) | Perú        | Estadio Nacional, Santiago                                   |                                                              |
|                                  | Pinilla 35' · Norambuena 70' |           | Mendoza 57' | Asistencia: 54.303 espectadores Árbitro(s): Horacio Elizondo | Asistencia: 54.303 espectadores Árbitro(s): Horacio Elizondo |

| Fecha 4, 18 de noviembre de 2003 | Chile | 0:1 (0:1) | Paraguay    | Estadio Nacional, Santiago                                 |                                                            |
|                                  |       |           | Paredes 31' | Asistencia: 61.923 espectadores Árbitro(s): Gustavo Méndez | Asistencia: 61.923 espectadores Árbitro(s): Gustavo Méndez |

| Fecha 7, 6 de junio de 2004 | Chile            | 1:1 (0:1) | Brasil           | Estadio Nacional, Santiago                                   |                                                              |
|                             | Navia 90' (pen.) |           | Luis Fabiano 16' | Asistencia: 62.503 espectadores Árbitro(s): Horacio Elizondo | Asistencia: 62.503 espectadores Árbitro(s): Horacio Elizondo |

| Fecha 8, 5 de septiembre de 2004 | Chile | 0:0 | Colombia | Estadio Nacional, Santiago                               |  |
|                                  |       |     |          | Asistencia: 62.524 espectadores Árbitro(s): Wilson Souza |  |

| Fecha 10, 13 de octubre de 2004 | Chile | 0:0 | Argentina | Estadio Nacional, Santiago                                  |  |
|                                 |       |     |           | Asistencia: 57.671 espectadores Árbitro(s): Carlos Amarilla |  |

| Fecha 12, 26 de marzo de 2005 | Chile         | 1:1 (0:1) | Uruguay     | Estadio Nacional, Santiago    |                               |
|                               | Mirosevic 47' |           | Regueiro 4' | Árbitro(s): Óscar Julián Ruiz | Árbitro(s): Óscar Julián Ruiz |

| Fecha 14, 4 de junio de 2005 | Chile                       | 3:1 (2:0) | Bolivia      | Estadio Nacional, Santiago                                 |                                                            |
|                              | Fuentes 8', 35' · Salas 67' |           | Castillo 83' | Asistencia: 46.729 espectadores Árbitro(s): Márcio Rezende | Asistencia: 46.729 espectadores Árbitro(s): Márcio Rezende |

| Fecha 15, 8 de junio de 2005 | Chile            | 2:1 (1:0) | Venezuela | Estadio Nacional, Santiago                                       |                                                                  |
|                              | Jiménez 30', 60' |           | Morán 82' | Asistencia: 35.506 espectadores Árbitro(s): Carlos Manuel Torres | Asistencia: 35.506 espectadores Árbitro(s): Carlos Manuel Torres |

| Fecha 18, 12 de octubre de 2005 | Chile | 0:0 | Ecuador | Estadio Nacional, Santiago                                   |  |
|                                 |       |     |         | Asistencia: 49.530 espectadores Árbitro(s): Horacio Elizondo |  |

Clasificatorias Mundial de Fútbol Sudáfrica 2010
| Fecha 2, 17 de octubre de 2007, 22:30 (UTC-3) | Chile                        | 2:0 (1:0) | Perú | Estadio Nacional, Santiago |                        |
|                                               | Suazo 11' · M. Fernández 51' | Reporte   |      | Árbitro(s): Oscar Ruiz     | Árbitro(s): Oscar Ruiz |

| Fecha 4, 21 de noviembre de 2007, 22:30 (UTC-3) | Chile | 0:3 (0:2) | Paraguay                       | Estadio Nacional, Santiago                             |                                                        |
|                                                 |       | Reporte   | Cabañas 24' · Silva 45+2', 57' | Asistencia: 52 320 espectadores Árbitro(s): Oscar Ruiz | Asistencia: 52 320 espectadores Árbitro(s): Oscar Ruiz |

| Fecha 7, 7 de septiembre de 2008, 21:00 (UTC-3) | Chile | 0:3 (0:2) | Brasil                         | Estadio Nacional, Santiago                                |                                                           |
|                                                 |       | Reporte   | Fabiano 21', 83' · Robinho 45' | Asistencia: 60 239 espectadores Árbitro(s): Carlos Torres | Asistencia: 60 239 espectadores Árbitro(s): Carlos Torres |

| Fecha 8, 10 de septiembre de 2008, 18:40 (UTC−3) | Chile                                                 | 4:0 (2:0) | Colombia | Estadio Nacional, Santiago                                  |                                                             |
|                                                  | Jara 26' · Suazo 38' · Fuentes 48' · M. Fernández 71' | Reporte   |          | Asistencia: 47 459 espectadores Árbitro(s): Jorge Larrionda | Asistencia: 47 459 espectadores Árbitro(s): Jorge Larrionda |

| Fecha 10, 15 de octubre de 2008, 20:15 (UTC−3) | Chile        | 1:0 (1:0) | Argentina | Estadio Nacional, Santiago                            |                                                       |
|                                                | Orellana 35' | Reporte   |           | Asistencia: 65000 espectadores Árbitro(s): Oscar Ruiz | Asistencia: 65000 espectadores Árbitro(s): Oscar Ruiz |

| Fecha 12, 1 de abril de 2009, 19:10 (UTC−4) | Chile | 0:0     | Uruguay | Estadio Nacional, Santiago                                  |                                                             |
|                                             |       | Reporte |         | Asistencia: 55 000 espectadores Árbitro(s): Héctor Baldassi | Asistencia: 55 000 espectadores Árbitro(s): Héctor Baldassi |

| Fecha 14, 10 de junio de 2009, 21:00 (UTC-4) | Chile                                           | 4:0 (0:1) | Bolivia | Estadio Nacional, Santiago                                  |                                                             |
|                                              | Beausejour 44' · Estrada 44' · Sánchez 77', 89' | Reporte   |         | Asistencia: 60 214 espectadores Árbitro(s): Roberto Silvera | Asistencia: 60 214 espectadores Árbitro(s): Roberto Silvera |

Clasificatorias Mundial de Fútbol Brasil 2014
| Fecha 4, 15 de noviembre de 2011, 20:30 (UTC-3) | Chile                           | 2:0 (1:0) | Paraguay | Estadio Nacional, Santiago                              |                                                         |
|                                                 | Contreras 27' · Campos Toro 85' | Reporte   |          | Asistencia: 44 726 espectadores Árbitro(s): Héber Lopes | Asistencia: 44 726 espectadores Árbitro(s): Héber Lopes |

| Fecha 10, 16 de octubre de 2012, 21:15 (UTC−3) | Chile           | 1:2 (0:2) | Argentina               | Estadio Nacional, Santiago                                |                                                           |
|                                                | Gutiérrez 90+1' | Reporte   | Messi 28' · Higuaín 31' | Asistencia: 45.000 espectadores Árbitro(s): Antonio Arias | Asistencia: 45.000 espectadores Árbitro(s): Antonio Arias |

| Fecha 12, 26 de marzo de 2013, 20:30 (UTC-3) | Chile                    | 2:0 (1:0) | ⁹Uruguay | Estadio Nacional, Santiago                                |                                                           |
|                                              | Paredes 10' · Vargas 78' | Reporte   |          | Asistencia: 43.816 espectadores Árbitro(s): Néstor Pitana | Asistencia: 43.816 espectadores Árbitro(s): Néstor Pitana |

| Fecha 14, 11 de junio de 2013, 20:00 (UTC–4) | Chile                                  | 3:1 (2:1) | Bolivia     | Estadio Nacional, Santiago                                |                                                           |
|                                              | Vargas 17' · Sánchez 18' · Vidal 90+2' | Reporte   | Martins 32' | Asistencia: 45.000 espectadores Árbitro(s): Darío Ubriaco | Asistencia: 45.000 espectadores Árbitro(s): Darío Ubriaco |

| Fecha 15, 6 de septiembre de 2013, 20:30 (UTC–4) | Chile                                 | 3:0 (2:0) | Venezuela | Estadio Nacional, Santiago                               |                                                          |
|                                                  | Vargas 10' · González 30' · Vidal 85' | Reporte   |           | Asistencia: 46.500 espectadores Árbitro(s): Sandro Ricci | Asistencia: 46.500 espectadores Árbitro(s): Sandro Ricci |

| Fecha 18, 15 de octubre de 2013, 19:30 (UTC–4) | Chile                   | 2:1 (2:0) | Ecuador     | Estadio Nacional, Santiago                                |                                                           |
|                                                | Sánchez 33' · Medel 37' | Reporte   | Caicedo 66' | Asistencia: 47.458 espectadores Árbitro(s): Leandro Pedro | Asistencia: 47.458 espectadores Árbitro(s): Leandro Pedro |

Clasificatorias Mundial de Fútbol Rusia 2018
| Fecha 1, 8 de octubre de 2015, 20:30 (UTC-3) | Chile                    | 2:0 (0:0)                     | Brasil | Estadio Nacional, Santiago                                 |                                                            |
|                                              | Vargas 71' · Sánchez 89' | FIFA Reporte Conmebol Reporte |        | Asistencia: 42 255 espectadores Árbitro(s): Roddy Zambrano | Asistencia: 42 255 espectadores Árbitro(s): Roddy Zambrano |

| Fecha 3, 12 de noviembre de 2015, 20:30 (UTC-3) | Chile     | 1:1 (1:0)                     | Colombia      | Estadio Nacional, Santiago                                  |                                                             |
|                                                 | Vidal 45' | FIFA Reporte Conmebol Reporte | Rodríguez 67' | Asistencia: 45 314 espectadores Árbitro(s): Enrique Cáceres | Asistencia: 45 314 espectadores Árbitro(s): Enrique Cáceres |

| Fecha 5, 24 de marzo de 2016, 20:30 (UTC-3) | Chile         | 1:2 (1:2)                     | Argentina                  | Estadio Nacional, Santiago                              |                                                         |
|                                             | Gutiérrez 10' | FIFA Reporte Conmebol Reporte | Di María 19' · Mercado 24' | Asistencia: 44 536 espectadores Árbitro(s): Héber Lopes | Asistencia: 44 536 espectadores Árbitro(s): Héber Lopes |

| Fecha 10, 11 de octubre de 2016, 20:30 (UTC-3) | Chile         | 2:1 (1:0)                     | Perú       | Estadio Nacional, Santiago                                 |                                                            |
|                                                | Vidal 9', 84' | FIFA Reporte Conmebol Reporte | Flores 76' | Asistencia: 38 045 espectadores Árbitro(s): Roddy Zambrano | Asistencia: 38 045 espectadores Árbitro(s): Roddy Zambrano |

| Fecha 12, 15 de noviembre de 2016, 20:30 (UTC-3) | Chile                           | 3:1 (1:1)                     | Uruguay    | Estadio Nacional, Santiago                                  |                                                             |
|                                                  | Vargas 45+1' · Sánchez 60', 76' | FIFA Reporte Conmebol Reporte | Cavani 17' | Asistencia: 46 000 espectadores Árbitro(s): Enrique Cáceres | Asistencia: 46 000 espectadores Árbitro(s): Enrique Cáceres |

Clasificatorias Mundial de Fútbol Catar 2022
| Fecha 2, 13 de octubre de 2020, 21:30 (UTC-3) | Chile                          | 2:2 (2:1) | Colombia                | Estadio Nacional, Santiago                                               |                                                                          |
|                                               | Vidal 37' (pen.) · Sánchez 41' |           | 6' Lerma · 90+1' Falcao | Asistencia: 0 espectadores Árbitro(s): Darío Herrera VAR: Mauro Vigliano | Asistencia: 0 espectadores Árbitro(s): Darío Herrera VAR: Mauro Vigliano |

| Fecha 3, 13 de noviembre de 2020 20:00 (UTC-3) | Chile          | 2:0 (2:0) | Perú | Estadio Nacional, Santiago                                                   |                                                                              |
|                                                | Vidal 20', 35' |           |      | Asistencia: 0 espectadores Árbitro(s): Esteban Ostojich VAR: Leodán González | Asistencia: 0 espectadores Árbitro(s): Esteban Ostojich VAR: Leodán González |

Clasificatorias Mundial de Fútbol de 2026
| Fecha 8, 10 de septiembre de 2024, 18:00 (UTC-3) | Chile      | 1:2 (1:2) | Bolivia                        | Estadio Nacional, Santiago                 |                                            |
|                                                  | Vargas 39' |           | 13' Algarañaz · 45+1' Terceros | Árbitro(s): Juan Benítez VAR: Derlis López | Árbitro(s): Juan Benítez VAR: Derlis López |

| Fecha 9, 10 de octubre de 2024 21:00 (UTC-3) | Chile     | 1:2 (1:1) | Brasil                               | Estadio Nacional, Santiago                                                                 |                                                                                            |
|                                              | Vargas 2' |           | 45+1' Igor Jesus · 89' Luiz Henrique | Asistencia: 43 059 espectadores espectadores Árbitro(s): Darío Herrera VAR: Héctor Paletta | Asistencia: 43 059 espectadores espectadores Árbitro(s): Darío Herrera VAR: Héctor Paletta |

| Fecha 12, 19 de noviembre de 2024 21:00 (UTC-3) | Chile                                           | 4:2 (3:2) | Venezuela                  | Estadio Nacional, Santiago                                                                 |                                                                                            |
|                                                 | Vargas 20' · Rincón 29' (ag.) · Cepeda 38' (47) |           | 13' Savarino · 22' Ramírez | Asistencia: 31 906 espectadores espectadores Árbitro(s): Facundo Tello VAR: Mauro Vigliano | Asistencia: 31 906 espectadores espectadores Árbitro(s): Facundo Tello VAR: Mauro Vigliano |

| Fecha 14, 25 de marzo de 2025 21:00 (UTC-3) | Chile | 0:0     | Ecuador | Estadio Nacional, Santiago                   |                                              |
|                                             |       | Reporte |         | Árbitro(s): Gustavo Tejera VAR: Andrés Cunha | Árbitro(s): Gustavo Tejera VAR: Andrés Cunha |

| Fecha 15, 5 de junio de 2025 21:00 (UTC-4) | Chile | 0:1 (0:1) | Argentina   | Estadio Nacional, Santiago                  |                                             |
|                                            |       | Reporte   | Álvarez 16' | Árbitro(s): Jesús Valenzuela VAR: Juan Soto | Árbitro(s): Jesús Valenzuela VAR: Juan Soto |

### Finales deCopa Libertadores de América
Partido de desempate - Final 1965
| 15 de abril de 1965 | Independiente                                          | 4:1 (3:1) | Peñarol  | Estadio Nacional de Chile, Santiago                                |                                                                    |
|                     | Pérez 10' (a.g.) · Bernao 27' · Avallay 33' · Mura 82' |           | 44' Joya | Asistencia: 47 589 espectadores Árbitro(s): Arturo Yamasaki (Perú) | Asistencia: 47 589 espectadores Árbitro(s): Arturo Yamasaki (Perú) |

Partido de desempate - Final 1966
| 20 de mayo de 1966 | Peñarol                                      | 4:2 (0:2) | River Plate            | Estadio Nacional de Chile, Santiago                                |                                                                    |
|                    | Spencer 67', 101' · Abbadie 72' · Rocha 109' |           | 37' Onega · 42' Solari | Asistencia: 40 240 espectadores Árbitro(s): Claudio Vicuña (Chile) | Asistencia: 40 240 espectadores Árbitro(s): Claudio Vicuña (Chile) |

Partido de desempate - Final 1967
| 29 de agosto de 1967 | Racing                  | 2:1 (2:0) | Nacional  | Estadio Nacional de Chile, Santiago                                         |                                                                             |
|                      | Cardozo 14' · Raffo 43' |           | 79' Viera | Asistencia: 25 000 espectadores Árbitro(s): Rodolfo Pérez Osorio (Paraguay) | Asistencia: 25 000 espectadores Árbitro(s): Rodolfo Pérez Osorio (Paraguay) |

Partido de vuelta - Final 1973
| 29 de mayo de 1973 | Colo-Colo | 0:0 | Independiente | Estadio Nacional de Chile, Santiago                                      |  |
|                    |           |     |               | Asistencia: 72 532 espectadores Árbitro(s): Romualdo Arpi Filho (Brasil) |  |

Partido de desempate - Final 1974
| 19 de octubre de 1974 | Independiente     | 1:0 (1:0) | São Paulo | Estadio Nacional de Chile, Santiago de Chile                    |                                                                 |
|                       | 37' (pen.) Pavoni |           |           | Asistencia: 27 658 espectadores Árbitro(s): César Orozco (Perú) | Asistencia: 27 658 espectadores Árbitro(s): César Orozco (Perú) |

Partido de ida - Final 1975
| 18 de junio de 1975 | Unión Española | 1:0 (0:0) | Independiente | Estadio Nacional de Chile, Santiago de Chile                                   |                                                                                |
|                     | Ahumada 87'    |           |               | Asistencia: 43 199 espectadores Árbitro(s): José Luis Martínez Bazán (Uruguay) | Asistencia: 43 199 espectadores Árbitro(s): José Luis Martínez Bazán (Uruguay) |

Partido de desempate - Final 1976
| 30 de julio de 1976 | Cruzeiro                                  | 3:2 (1:0) | River Plate           | Estadio Nacional de Chile, Santiago de Chile                 |                                                              |
|                     | Nelinho 24' · Drumond 55' · Joaozinho 88' |           | 59' Más · 64' Urquiza | Asistencia: 35 182 espectadores Árbitro(s): Martínez (Chile) | Asistencia: 35 182 espectadores Árbitro(s): Martínez (Chile) |

Partido de ida - Final 1981
| 20 de noviembre de 1981 | Cobreloa    | 1:0 (0:0) | Flamengo | Estadio Nacional de Chile, Santiago de Chile                        |                                                                     |
|                         | Merello 79' |           |          | Asistencia: 59 901 espectadores Árbitro(s): Rubén Barreto (Uruguay) | Asistencia: 59 901 espectadores Árbitro(s): Rubén Barreto (Uruguay) |

Partido de vuelta - Final 1982
| 30 de noviembre de 1982 | Cobreloa | 0:1 (0:0) | Peñarol    | Estadio Nacional de Chile, Santiago de Chile                         |                                                                      |
|                         |          |           | 89' Morena | Asistencia: 70 400 espectadores Árbitro(s): Jorge Romero (Argentina) | Asistencia: 70 400 espectadores Árbitro(s): Jorge Romero (Argentina) |

Partido de desempate - Final 1987
| 31 de octubre de 1987 | Peñarol      | 1:0 (0:0) | América de Cali | Estadio Nacional de Chile, Santiago de Chile                     |                                                                  |
|                       | Aguirre 120' |           |                 | Asistencia: 16 589 espectadores Árbitro(s): Hernán Silva (Chile) | Asistencia: 16 589 espectadores Árbitro(s): Hernán Silva (Chile) |

Partido de vuelta - Final 1993
| 26 de mayo de 1993 | Universidad Católica   | 2:0 (2:0) | Sao Paulo | Estadio Nacional de Chile, Santiago de Chile                             |                                                                          |
|                    | Lunari 9' · Almada 15' |           |           | Asistencia: 39 208 espectadores Árbitro(s): Francisco Escobar (Paraguay) | Asistencia: 39 208 espectadores Árbitro(s): Francisco Escobar (Paraguay) |

### Finales de Copa Sudamericana
Partido de vuelta - Final 2006
| 13 de diciembre de 2006 | Colo-Colo | 1:2 (1:0) | Pachuca                     | Estadio Nacional de Chile, Santiago de Chile                            |                                                                         |
|                         | Suazo 35' |           | Caballero 53' · Giménez 72' | Asistencia: 65 000 espectadores Árbitro(s): Héctor Baldassi (Argentina) | Asistencia: 65 000 espectadores Árbitro(s): Héctor Baldassi (Argentina) |

Partido de vuelta - Final 2011
| 14 de diciembre de 2011 | Universidad de Chile            | 3:0 (1:0) | Liga de Quito | Estadio Nacional de Chile, Santiago de Chile                       |                                                                    |
|                         | Vargas 3', 87' · Lorenzetti 79' |           |               | Asistencia: 47 000 espectadores Árbitro(s): Wilson Seneme (Brasil) | Asistencia: 47 000 espectadores Árbitro(s): Wilson Seneme (Brasil) |

### Copa Mundial de Fútbol Sub-20 de 1987
Grupo A
| 10 de octubre de 1987, 17:00 | Yugoslavia                              | 4:2 (2:1) | Chile                | Estadio Nacional, Santiago                                                  |                                                                             |
|                              | Boban 14' · Stimac 19' · Suker 61', 63' | Reporte   | Tudor 17' · Pino 67' | Asistencia: 67.000 espectadores Árbitro(s): Juan Carlos Loustau (Argentina) | Asistencia: 67.000 espectadores Árbitro(s): Juan Carlos Loustau (Argentina) |

| 11 de octubre de 1987, 17:00 | Togo | 0:2 (0:2) | Australia                 | Estadio Nacional, Santiago                                                     |                                                                                |
|                              |      | Reporte   | Edwards 7' · Reynolds 13' | Asistencia: 15.000 espectadores Árbitro(s): Abdullah Al Nasir (Arabia Saudita) | Asistencia: 15.000 espectadores Árbitro(s): Abdullah Al Nasir (Arabia Saudita) |

| 13 de octubre de 1987, 17:00 | Chile                           | 3:0 (2:0) | Togo | Estadio Nacional, Santiago                                                 |                                                                            |
|                              | Pino 8' (pen.) · Tudor 32', 75' | Reporte   |      | Asistencia: 60.000 espectadores Árbitro(s): Mauro Vincent (Estados Unidos) | Asistencia: 60.000 espectadores Árbitro(s): Mauro Vincent (Estados Unidos) |

| 14 de octubre de 1987, 17:00 | Yugoslavia                              | 4:0 (2:0) | Australia | Estadio Nacional, Santiago                                           |                                                                      |
|                              | Brnovic 7' · Suker 22', 71' · Boban 67' | Reporte   |           | Asistencia: 20.000 espectadores Árbitro(s): Mohamed Hansal (Argelia) | Asistencia: 20.000 espectadores Árbitro(s): Mohamed Hansal (Argelia) |

| 17 de octubre de 1987, 17:00 | Chile         | 2:0 (1:0) | Australia | Estadio Nacional, Santiago                                          |                                                                     |
|                              | Pino 22', 52' | Reporte   |           | Asistencia: 75.000 espectadores Árbitro(s): Emilio Soriano (España) | Asistencia: 75.000 espectadores Árbitro(s): Emilio Soriano (España) |

| 18 de octubre de 1987, 17:00 | Yugoslavia                                            | 4:1 (2:0) | Togo    | Estadio Nacional, Santiago                                        |                                                                   |
|                              | Mijatovic 20', 33' · Zirojevic 53' · Suker 84' (pen.) | Reporte   | Ali 75' | Asistencia: 12.000 espectadores Árbitro(s): Rune Larsson (Suecia) | Asistencia: 12.000 espectadores Árbitro(s): Rune Larsson (Suecia) |

Cuartos de final
| 21 de octubre de 1987, 19:15 | Yugoslavia                     | 2:1 (0:1) | Brasil      | Estadio Nacional, Santiago                                          |                                                                     |
|                              | Mijatović 52' · Prosinečki 89' | Reporte   | Alcindo 44' | Asistencia: 60.000 espectadores Árbitro(s): Emilio Soriano (España) | Asistencia: 60.000 espectadores Árbitro(s): Emilio Soriano (España) |

Semifinal
| 23 de octubre de 1987, 19:15 | Yugoslavia             | 2:1 (1:0) | Alemania Democrática | Estadio Nacional, Santiago                                             |                                                                        |
|                              | Štimac 30' · Šuker 70' | Reporte   | Sammer 49'           | Asistencia: 35.000 espectadores Árbitro(s): Richard Lorenc (Australia) | Asistencia: 35.000 espectadores Árbitro(s): Richard Lorenc (Australia) |

Tercer Puesto
| 25 de octubre de 1987, 15:00 | Chile                               | 1:1 (1:1, 0:0) (t. s.)(1:3 p.) | Alemania Democrática          | Estadio Nacional, Santiago                                          |                                                                     |
|                              | González 84'                        | Reporte                        | Kracht 73'                    | Asistencia: 65.000 espectadores Árbitro(s): Arnaldo Coelho (Brasil) | Asistencia: 65.000 espectadores Árbitro(s): Arnaldo Coelho (Brasil) |
|                              |                                     | Tiros desde el punto penal     |                               |                                                                     |                                                                     |
|                              | Pino · Navarrete · Estay · González |                                | Neitzel · Zimmerling · Jähnig |                                                                     |                                                                     |

Final
| 25 de octubre de 1987, 18:00 | Yugoslavia                                     | 1:1 (1:1, 0:0) (t. s.)(5:4 p.) | Alemania Federal                                    | Estadio Nacional, Santiago                                                  |                                                                             |
|                              | Boban 85'                                      | Reporte                        | Witeczek 87' (pen.)                                 | Asistencia: 65.000 espectadores Árbitro(s): Juan Carlos Loustau (Argentina) | Asistencia: 65.000 espectadores Árbitro(s): Juan Carlos Loustau (Argentina) |
|                              |                                                | Tiros desde el punto penal     |                                                     |                                                                             |                                                                             |
|                              | Pavličić · Šuker · Brnović · Zirojević · Boban |                                | Witeczek · Strehmel · Luginger · Spyrka · Reinhardt |                                                                             |                                                                             |

### Copa América 1991
Grupo A
| 6 de julio de 1991 | Chile                      | 2:0 (2:0) | Venezuela | Estadio Nacional, Santiago                                                 |                                                                            |
|                    | Vilches 22' · Zamorano 34' |           |           | Asistencia: 45 000 espectadores Árbitro(s): Armando Pérez Hoyos (Colombia) | Asistencia: 45 000 espectadores Árbitro(s): Armando Pérez Hoyos (Colombia) |

| 6 de julio de 1991 | Paraguay   | 1:0 (1:0) | Perú | Estadio Nacional, Santiago                                         |                                                                    |
|                    | Monzón 21' |           |      | Asistencia: 45 000 espectadores Árbitro(s): Óscar Ortubé (Bolivia) | Asistencia: 45 000 espectadores Árbitro(s): Óscar Ortubé (Bolivia) |

| 8 de julio de 1991 | Argentina                                | 3:0 (2:0) | Venezuela | Estadio Nacional, Santiago                                                 |                                                                            |
|                    | Batistuta 28', 50' (pen.) · Caniggia 43' |           |           | Asistencia: 50 000 espectadores Árbitro(s): Milton Villavicencio (Ecuador) | Asistencia: 50 000 espectadores Árbitro(s): Milton Villavicencio (Ecuador) |

| 10 de julio de 1991 | Paraguay                                                               | 5:0 (2:0) | Venezuela | Estadio Nacional, Santiago                                                |                                                                           |
|                     | Neffa 34' · Guirland 38' · Monzón 75', 87' (pen.) · Vidal Sanabria 81' |           |           | Asistencia: 30 000 espectadores Árbitro(s): José Torres Cadena (Colombia) | Asistencia: 30 000 espectadores Árbitro(s): José Torres Cadena (Colombia) |

| 10 de julio de 1991 | Chile | 0:1 (0:0) | Argentina     | Estadio Nacional, Santiago                                               |                                                                          |
|                     |       |           | 81' Batistuta | Asistencia: 75 000 espectadores Árbitro(s): José Roberto Wright (Brasil) | Asistencia: 75 000 espectadores Árbitro(s): José Roberto Wright (Brasil) |

| 12 de julio de 1991 | Perú                                                              | 5:1 (2:1) | Venezuela            | Estadio Nacional, Santiago                                               |                                                                          |
|                     | La Rosa 9', 55' · Cavallo 21' (a.g.) · Del Solar 58' · Hirano 62' |           | 14' (a.g.) Del Solar | Asistencia: 5000 espectadores Árbitro(s): Armando Pérez Hoyos (Colombia) | Asistencia: 5000 espectadores Árbitro(s): Armando Pérez Hoyos (Colombia) |

| 14 de julio de 1991 | Argentina                               | 3:2 (1:1) | Perú                          | Estadio Nacional, Santiago                                         |                                                                    |
|                     | Latorre 3' · Craviotto 51' · García 57' |           | 35' (pen.) Yáñez · 65' Hirano | Asistencia: 80 000 espectadores Árbitro(s): Óscar Ortubé (Bolivia) | Asistencia: 80 000 espectadores Árbitro(s): Óscar Ortubé (Bolivia) |

| 14 de julio de 1991 | Chile                                           | 4:0 (2:0) | Paraguay | Estadio Nacional, Santiago                                               |                                                                          |
|                     | Rubio 12' · Zamorano 15' · Estay 63' · Vera 68' |           |          | Asistencia: 80 000 espectadores Árbitro(s): José Roberto Wright (Brasil) | Asistencia: 80 000 espectadores Árbitro(s): José Roberto Wright (Brasil) |

Fase Final
| 17 de julio de 1991 | Argentina                      | 3:2 (2:1) | Brasil                     | Estadio Nacional, Santiago                                           |                                                                      |
|                     | Franco 1', 39' · Batistuta 46' | Reporte   | 5' Branco · 52' João Paulo | Asistencia: 50 000 espectadores Árbitro(s): Carlos Maciel (Paraguay) | Asistencia: 50 000 espectadores Árbitro(s): Carlos Maciel (Paraguay) |

| 17 de julio de 1991 | Chile        | 1:1 (0:1) | Colombia    | Estadio Nacional, Santiago                                            |                                                                       |
|                     | Zamorano 74' |           | 37' Iguarán | Asistencia: 65 000 espectadores Árbitro(s): Ernesto Filippi (Uruguay) | Asistencia: 65 000 espectadores Árbitro(s): Ernesto Filippi (Uruguay) |

| 19 de julio de 1991 | Chile | 0:0 (0:0) | Argentina | Estadio Nacional, Santiago                                            |  |
|                     |       |           |           | Asistencia: 65 000 espectadores Árbitro(s): Ernesto Filippi (Uruguay) |  |

| 19 de julio de 1991 | Brasil                                | 2:0 (1:0) | Colombia | Estadio Nacional, Santiago                                      |                                                                 |
|                     | Renato Gaúcho 29' · Branco 76' (pen.) | Reporte   |          | Asistencia: 75 000 espectadores Árbitro(s): José Ramírez (Perú) | Asistencia: 75 000 espectadores Árbitro(s): José Ramírez (Perú) |

| 21 de julio de 1991 | Chile | 0:2 (0:1) | Brasil                            | Estadio Nacional, Santiago                                                  |                                                                             |
|                     |       | Reporte   | Mazinho II 8' · Luiz Henrique 55' | Asistencia: 83 500 espectadores Árbitro(s): Juan Carlos Loustau (Argentina) | Asistencia: 83 500 espectadores Árbitro(s): Juan Carlos Loustau (Argentina) |

| 21 de julio de 1991 | Argentina                   | 2:1 (2:0) | Colombia     | Estadio Nacional, Santiago                                                           |                                                                                      |
|                     | Simeone 11' · Batistuta 19' |           | 70' De Ávila | Asistencia: 83 500 espectadores Árbitro(s): Juan Francisco Escobar Valdez (Paraguay) | Asistencia: 83 500 espectadores Árbitro(s): Juan Francisco Escobar Valdez (Paraguay) |

### Copa América 2015
El Estadio Nacional albergó todos los partidos de La Roja, incluida la final, disputada el sábado 4 de julio, cuando se coronó por primera vez, y de manera invicta, campeona de la Copa América al derrotar a La Albiceleste mediante definición a penales.
| Fecha               | Fase             | Equipo | Equipo           | Resultado            | Equipo               | Equipo    | Espectadores |
| ------------------- | ---------------- | ------ | ---------------- | -------------------- | -------------------- | --------- | ------------ |
| 11 de junio de 2015 | Primera fase     | Chile  | Bandera de Chile | 2:0 (0:0)            | Bandera de Ecuador   | Ecuador   | 45 000       |
| 15 de junio de 2015 | Primera fase     | Chile  | Bandera de Chile | 3:3 (2:2)            | Bandera de México    | México    | 45 583       |
| 19 de junio de 2015 | Primera fase     | Chile  | Bandera de Chile | 5:0 (2:0)            | Bandera de Bolivia   | Bolivia   | 45 601       |
| 24 de junio de 2015 | Cuartos de final | Chile  | Bandera de Chile | 1:0 (0:0)            | Bandera de Uruguay   | Uruguay   | 45 304       |
| 29 de junio de 2015 | Semifinal        | Chile  | Bandera de Chile | 2:1 (1:0)            | Bandera de Perú      | Perú      | 45 651       |
| 4 de julio de 2015  | Final            | Chile  | Bandera de Chile | 0:0 (0:0) (4:1 pen.) | Bandera de Argentina | Argentina | 45 693       |

### Copa Mundial de Fútbol Sub-17 de 2015
Grupo A
| 17 de octubre de 2015, 17:00 | Nigeria                | 2:0 (0:0) | Estados Unidos | Estadio Nacional de Chile, Santiago                       |                                                           |
|                              | Agor 50' · Osimhen 61' | Reporte   |                | Asistencia: 20 637 espectadores Árbitro(s): Deniz Aytekin | Asistencia: 20 637 espectadores Árbitro(s): Deniz Aytekin |

| 17 de octubre de 2015, 20:00 | Chile        | 1:1 (1:1) | Croacia | Estadio Nacional de Chile, Santiago                               |                                                                   |
|                              | Y. Leiva 33' | Reporte   | Moro 8' | Asistencia: 28 062 espectadores Árbitro(s): Abdulrahman Al Jassim | Asistencia: 28 062 espectadores Árbitro(s): Abdulrahman Al Jassim |

## Otros eventos

### Boxeo
En la década de 1970 el estadio albergó peleas de boxeo del púgil chileno Martín Vargas, la primera se realizó 20 de diciembre de 1975 con el púgil Gonzalo Cruz por el título nacional de peso mosca en el cual sale victorioso, mientras que la segunda lucha se realizó el 30 de noviembre de 1977 con el mexicano Miguel Canto por el título mundial peso mosca, en el cual sale derrotado.
Otro boxeador que disputó combates en el Court Central Anita Lizana fue Carlos Cruzat. La primera fue el 19 de octubre del 2000 con el argentino Walter Matteoni, la segunda pelea fue el 3 de noviembre de 2000 con el estadounidense de origen puertorriqueño José Luis Rivera, la tercera el 7 de octubre de 2001 con bielurruso Muslim Biyarslanov, en los tres combates Carlos Cruzat salió victorioso.

### Actividades cívicas y políticas
El Estadio Nacional Julio Martínez funciona desde las elecciones parlamentarias de 1961 como centro de votación para las elecciones municipales, parlamentarias y presidenciales de Chile. Es el mayor centro de votación del país con 185 mesas y casi 60 000 votantes. Las únicas ocasiones en que no ha albergado mesas de votación fue en las elecciones realizadas durante 2021 (de convencionales constituyentes, gobernadores regionales, alcaldes y concejales de mayo; primarias en julio, presidencial y parlamentarias en noviembre y diciembre), cuando el recinto no fue habilitado debido a obras de remodelación para los Juegos Panamericanos de 2023.
También se han realizado, los eventos de mayor importancia social y política, tales como el discurso del expresidente de la República Patricio Aylwin, el 12 de marzo de 1990, en un acto conmemorativo de la llegada de la democracia al país.

### Eventos religiosos
El Nacional JM también ha sido escenario de eventos «religioso-sociales» históricos, como el encuentro con los jóvenes que ofició el papa Juan Pablo II el 2 de abril de 1987. Esa tarde, el sumo pontífice se refirió al estadio como «lugar de competiciones, pero también del dolor y sufrimiento», refiriéndose a las violaciones a los derechos humanos ocurridos en ese lugar. En el encuentro de oración que ofició en ese lugar, el papa, señalando con la mano una imagen de Jesucristo ubicada en el marcador del estadio, dijo:

¡No tengáis miedo de mirarlo a Él!.
Juan Pablo II en el Estadio Nacional

.
En este lugar, el papa Juan Pablo II también se inclinó sobre el césped del campo deportivo para hacer la señal de la cruz, «para que de él brote la paz y la reconciliación», según sus palabras. Fue visto este gesto como un exorcismo sobre el estadio, luego de la carga simbólica de dolor y muerte violenta allí vivida.
El camarín donde Juan Pablo II descansó algunos momentos antes de hacer su ingreso solemne en papamóvil al campo de juego, fue transformado en capilla para la ocasión y hasta hoy se mantiene intacto. Su visita es restringida, abriéndose solamente con motivo de visitas guiadas, por ejemplo, para el Día del Patrimonio Cultural.
Otros credos, como los Adventistas del Séptimo Día y los Testigos de Jehová con asambleas de carácter internacional, han ocupado este recinto como lugar de actos masivos.

### Cierre de la Teletón
Entre la XIII y XXXII edición de la Teletón (1995 y 2022), el bloque final, más conocido como «la noche de clausura», del gran evento a beneficio de los niños con capacidades diferentes, ha finalizado exitosamente en el Estadio Nacional. Este estadio ha albergado a más de 100 000 personas durante este show de cierre. Con los años dicha fase final se ha transformado en una tradición propia de dicho show benéfico. En algunos años el Estadio ha servido para que se disputen algunos partidos de fútbol y tenis a beneficio de la Teletón; un ejemplo claro de eso fue en 2004, cuando Mario Kreutzberger, el expresidente Ricardo Lagos, Horacio de la Peña y Fernando González protagonizaron un partido de dobles al mejor de 1 set, teniendo en el arbitraje de silla a Nicolás Massú. Asimismo, en algunas ocasiones, se han entregado tareas de algunos auspicios relacionados o no a la Teletón, como Sal Disfruta en 2000 (que no auspiciaba dicho evento) y el Bloque Infantil, ambos realizados en el Court Central del Estadio Nacional. Salvo algunas ocasiones no se realizó el cierre en dicho recinto por diversos motivos:
- En la edición de 2014, el cierre de la campaña fue cancelada debido a las fuertes lluvias que afectó a la zona centro-sur del país tuvieron que hacer el cierre en el Teatro Teletón.[27]

- En la edición 2019-2020 no se pudo llevar a cabo por los resguardos de seguridad por el estallido social y además se realizó sin público por la Pandemia de COVID-19.

- En la edición 2021 no se llevó por el contexto de la pandemia de COVID-19.

- En la edición 2023 debido a que el recinto se encontraba en uso por los Juegos Parapanamericanos de Santiago 2023 por lo tanto la organización decidió trasladar el cierre de la campaña al Anfiteatro de la Quinta Vergara, Viña del Mar sin embargo tras el éxito del cierre del mismorecinto se volvió a repetir en la edición de 2024.

Sin embargo en la edición 2025 se confirma el regreso del dicho recinto desde la última vez en 2022.

## Reconocimientos

### Estadios mundialistas
El estadio está entre los diez escenarios vigentes de América del Sur con más partidos recibidos de la Copa del Mundo.
| N.º | Estadio                  | Ubicación                | Ediciones  | Partidos mundialistas | Propietario                             |
| --- | ------------------------ | ------------------------ | ---------- | --------------------- | --------------------------------------- |
| 1°  | Maracaná                 | Río de Janeiro, Brasil   | 1950, 2014 | 15                    | Estado de Río de Janeiro                |
| 2°  | Centenario               | Montevideo, Uruguay      | 1930       | 10                    | Intendencia de Montevideo               |
| 2°  | Julio Martínez Prádanos  | Santiago de Chile, Chile | 1962       | 10                    | Instituto Nacional de Deportes de Chile |
| 4°  | Antonio Vespucio Liberti | Buenos Aires, Argentina  | 1978       | 9                     | Club Atlético River Plate               |
| 5°  | Sausalito                | Viña del Mar, Chile      | 1962       | 8                     | Ilustre Municipalidad de Viña del Mar   |
| 5°  | Mario Alberto Kempes     | Córdoba, Argentina       | 1978       | 8                     | Provincia de Córdoba                    |
| 7°  | Estadio Carlos Dittborn  | Arica, Chile             | 1962       | 7                     | Club Deportivo San Marcos de Arica      |
| 7°  | El Teniente              | Rancagua, Chile          | 1962       | 7                     | Codelco                                 |
| 7°  | Mané Garrincha           | Brasilia, Brasil         | 2014       | 7                     | Distrito Federal                        |
| 10° | Gran Parque Central      | Montevideo, Uruguay      | 1930       | 6                     | Club Nacional de Football               |

### Estadios de la Copa América
Además encabeza la lista de los diez escenarios vigentes de América del Sur con más partidos organizados por la Copa América
| N.º | Estadio                  | Ciudad                   | Ediciones                                                   | Partidos realizados |
| --- | ------------------------ | ------------------------ | ----------------------------------------------------------- | ------------------- |
| 1°  | Julio Martínez Prádanos  | Santiago de Chile, Chile | Copa América 1941, 1945, 1955, 1975, 1979, 1983, 1991, 2015 | 74                  |
| 2°  | Centenario               | Montevideo, Uruguay      | Copa América 1942, 1956, 1967, 1975, 1979, 1983, 1995       | 65                  |
| 3°  | Nacional                 | Lima, Perú               | Copa América 1953, 1957, 1975, 1979, 1983, 2004             | 55                  |
| 4°  | Antonio Vespucio Liberti | Buenos Aires, Argentina  | Copa América 1946, 1959, 1979, 1983, 1987, 2011             | 35                  |
| 5°  | George Capwell           | Guayaquil, Ecuador       | Copa América 1947, 1993                                     | 30                  |
| 6°  | Hernando Siles           | La Paz, Bolivia          | Copa América 1963, 1979, 1983, 1997                         | 21                  |
| 7°  | Das Laranjeiras          | Río de Janeiro, Brasil   | Copa América 1919, 1922                                     | 18                  |
| 8°  | Félix Capriles           | Cochabamba, Bolivia      | Copa América 1963, 1997                                     | 17                  |
| 9°  | Defensores del Chaco     | Asunción, Paraguay       | Copa América 1975, 1979, 1983, 1999                         | 16                  |
| 10° | Maracaná                 | Río de Janeiro, Brasil   | Copa América 1979, 1983, 1989, 2019, 2021                   | 15                  |